# Fraccionamiento Sobre Ruta 74
El Fraccionamiento Sobre Ruta 74 és un nucli de població compost per dos fragments al departament de Canelones, Uruguai. Un fragment es troba al sud de la ruta 6, al costat de la ruta 74, 2 quilòmetres al nord-oest de la ciutat de Joaquín Suárez. L'altre fragment també s'ubica sobre la ruta 74, al sud-est del poble. Tots dos formen part de la zona metropolitana de Montevideo.

## Població
Segons les dades del cens de l'any 2004, el Fragmento Sobre Ruta 74 tenia 1.414 habitants.
| Any  | Població |
| ---- | -------- |
| 1985 | 828      |
| 1996 | 1.169    |
| 2004 | 1.414    |
| 2011 | 1.513    |

Font: Institut Nacional d'Estadística de l'Uruguai